# Lubuk Cik
Lubuk Cik is een bestuurslaag in het regentschap Empat Lawang van de provincie Zuid-Sumatra, Indonesië. Lubuk Cik telt 809 inwoners (volkstelling 2010).